# Teoria argumentării
Teoria argumentării trebuie distinsă de logică. Logica e știința raționamentelor valide.
Un silogism sau demonstrarea unei teoreme matematice schimbă cunoștințele, dar nu comportamentul unei persoane. 
Un argument e menit să determine a lua o decizie practică, în viața reală, a face o acțiune sau a o evita. 
Argumentarea e folosită în viața reală. 
Un argument utilizează conectorul ”fiindcă”, în sens posibil potențial. 
Argumentul are structura : 
Dacă faci acțiunea X, atunci Y.  SAU

Fă acțiunea X, fiindcă va duce la rezultatul Y. 
Argumentarea e folosită de persoane care vor să obțină de la altele o decizie practică. 
a) negocierea comercială : cumpărați produsul nostru, fiindcă e mai ieftin.
b) predica religioasă : evitați  comportamentul C, fiindcă e un păcat. 
c) discurs publicitar : cumpărați produsul Z, care este excelent. 
d) discurs judiciar : achitați-l pe acuzatul A, fiindcă probele sugerează că e nevinovat. 
Prima parte a argumentului este a) un sfat sau un ordin imperativ, dat unei persoane, individuale sau colective, reale sau potențiale - cititorii unei broșuri religioase, de exemplu) b) sfat sau ordin în urma căruia va rezulta fie câștig material, fie câștig moral (etic, religios, social) pentru primitorul sfatului. Partea a doua exprimă sau subînțelege o generalitate care se presupune a fi înțeleasă de interlocutor. 
Argumentul nu e niciodată o demonstrație, sau dovadă, și nu e niciodată complet. 
1 Reduceți viteza pe autostradă, fiindcă altfel vă amendează. 
2. Reduceți viteza pe autostradă, fiindcă viteza ridicată e periculoasă. 
Primul argument e economic (a plăti amende e un lucru neplăcut pentru toți)
Al doilea argument e dublu (periculos pentru șofer, care își poate pierde viața ; aici, argumentul subînțeles este că a fi în viață e un lucru bun în sine) ; periculos pentru alții (argument moral : e imoral să rănești sau să ucizi alți oameni).
Argumentul e prezentarea unui profit moral sau economic (viitor, ipotetic, posibil, prezumptiv) care va decurge din realizarea sfatului practic. 
Argumentul e plauzibil, face parte din logica fuzzy. Argumentarea nu e un silogism. 
Argumentul e diferit de dovadă, probă, exemplu și ilustrație. 
a) N-am venit la nuntă, fiindcă a plouat. 
b) Mașina s-a împotmolit fiindcă a plouat. 
În primul caz (a) partea a doua ”fiindcă a plouat” e un argument : am luat decizia de a nu veni, ținînd cont de faptul....
faptul X a determinat decizia mea practică Z. 
În al doilea caz, (b) ploaia e o cauză fizică, împotmolirea mașinii e un efect, și toată fraza e o explicație. 
Argumentul este o cunoștință (completă sau incompletă, de obicei incompletă) care a determinat luarea unei decizii practice, sau enunțată în scopul ca o persoană să ia o decizie practică. 
Îi putem demonstra cuiva că Pământul e rotund ; rezultatul e schimbarea cunoștințelor sale, fără consecințe practice. 
a) când se apropie navele de port, mai întâi se vede catargul, și apoi partea de jos, din cauza curburii Pămîntului, fiindcă Pământul e rotund (demonstrație : ambele evenimente, cauza și efectul, sunt evenimente din lumea fizică)
b) Vom merge cu corăbiile mereu spre Apus, și vom ajunge finalmente în India, fiindcă Pământul e rotund ( argument : forma rotundă a Pământului explică o decizie practică a lui Cristofor Columb)